# ジェフェルソン・ファルファン
ジェフェルソン・ファルファン（Jefferson Agustín Farfán Guadalupe、1984年10月26日 - ）は、ペルー・リマ郡リマ出身の元サッカー選手。現役時代のポジションはFW (WG)。

## 経歴

### クラブ

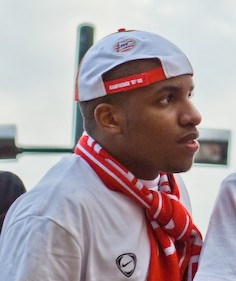
PSV時代のファルファン

ペルーリーグの強豪アリアンサ・リマでデビューすると、2003年には12得点、2004年には19試合出場ながら14得点を挙げる。
2004-05シーズン、フース・ヒディンク率いるオランダのPSVアイントホーフェンに引き抜かれる。2005-06、2006-07シーズンと2季続けて21得点を挙げるなど、チームのエールディヴィジ4連覇に貢献した。
2008年6月5日、ドイツ・ブンデスリーガのシャルケ04に4年契約で加入した。移籍金は1000万ユーロ。当時監督を務めていたフレット・ルッテンとは、PSV時代にユースコーチだった頃から既知の間柄である。シャルケでは加入1年目の2008-09シーズンから右サイドの定位置を奪取し31試合で9得点を記録。2010-11シーズンのUEFAチャンピオンズリーグでは全10試合に先発出場しラウンド16のバレンシア戦2ndレグでは2得点を挙げる活躍を見せ、クラブのベスト4進出に貢献した。しかし翌2011-12シーズン頃より負傷に悩まされ始め、出場機会が減少し、2014-15シーズンにはついに出場機会が訪れなかった。
2015年7月24日、UAEリーグのアル・ジャジーラ・クラブへ3年契約で完全移籍。
2017年1月30日、ロシア・プレミアリーグのFCロコモティフ・モスクワへ自由移籍で加入。2017年4月1日のウファ戦でデビューを果たすと決勝点となる初得点を挙げた。翌2017-18シーズンにはゼニト戦での2得点やCSKAモスクワ戦での1得点を始め優勝を争うチームとの直接対決での勝負強さを見せ、最終的に22試合10得点を記録しロコモティフのリーグ優勝の原動力となった。
2021年3月22日、アリアンサ・リマに復帰。

### 代表
2003年からペルー代表としてプレーし、初めての国際大会となったコパ・アメリカ2004ではベネズエラ戦で先制ゴールを決め、勝利に貢献した。しかしチームは準々決勝のアルゼンチン戦で敗れた。コパ・アメリカ2007ではゴールを決めることはできず再び準々決勝でアルゼンチンの前に敗退。コパ・アメリカ2015はアンドレ・カリージョの存在もあって4試合の出場に留まったが、チームは準々決勝でボリビアを撃破。続くチリ戦には敗れたものの、3位決定戦でパラグアイを破り3位入賞を果たした。
2018 FIFAワールドカップのメンバーにも選出され、フランス戦ではジョシマール・ジョトゥンに代わって後半から途中出場しワールドカップデビューを果たした。

## 代表歴

### 出場大会
- ペルー代表
  - 2018 FIFAワールドカップ

### 試合数
- 国際Aマッチ 102試合 27得点（2003年-2021年）[4]

| ペルー代表 | 国際Aマッチ | 国際Aマッチ |
| 年         | 出場        | 得点        |
| ---------- | ----------- | ----------- |
| 2003       | 11          | 4           |
| 2004       | 12          | 3           |
| 2005       | 7           | 4           |
| 2006       | 2           | 0           |
| 2007       | 9           | 1           |
| 2008       | 0           | 0           |
| 2009       | 0           | 0           |
| 2010       | 4           | 0           |
| 2011       | 6           | 1           |
| 2012       | 6           | 2           |
| 2013       | 7           | 2           |
| 2014       | 0           | 0           |
| 2015       | 10          | 5           |
| 2016       | 1           | 0           |
| 2017       | 4           | 1           |
| 2018       | 11          | 3           |
| 2019       | 5           | 1           |
| 2020       | 2           | 0           |
| 2021       | 5           | 0           |
| 通算       | 102         | 27          |

## タイトル
クラブ
アリアンサ・リマ
- プリメーラ・ディビシオン 2001, 2003, 2004, 2021, 2022

PSVアイントホーフェン
- エールディヴィジ 2004-05, 2005-06, 2006-07, 2007-08
- KNVBカップ 2004-05

シャルケ04
- DFBポカール 2010-11

ロコモティフ・モスクワ
- ロシアサッカー・プレミアリーグ 2017-18
- ロシア・カップ 2016-17, 2018-19

代表
- ボリバリアンゲームズ 2001